# Пясецкие
Пясе́цкие (пол. Piasecki) — дворянский род герба Забава.
Предки фамилии Пясецких до 1700 года владели земским вотчинным имением в Лидском уезде Виленской губернии, переходившим во владение к потомкам сего рода, из коих многие служили Российскому Престолу в военной и гражданской службе.

## Описание герба
Щит пересечён. Правая его сторона серебряная, левая шахматная — серебряно-чёрная.
Щит увенчан дворянским коронованным шлемом. Нашлемник: пять страусовых перьев, из коих среднее и крайние — серебряные, остальные — чёрные. Намёт: чёрный с серебром. Герб рода Пясецких внесён в Часть 12 Общего гербовника дворянских родов Всероссийской империи, стр. 120.